# ماتياس دولدرر
ماتياس دولدرر (بالإنجليزية: Matthias Dolderer) (ولد في 15 سبتمبر 1970 فيأوكسنهاوزن، بادن-فورتمبيرغ) وهو طيار ألماني محترف. وبطل عام 2016 في سباق ريد بول الجوي.

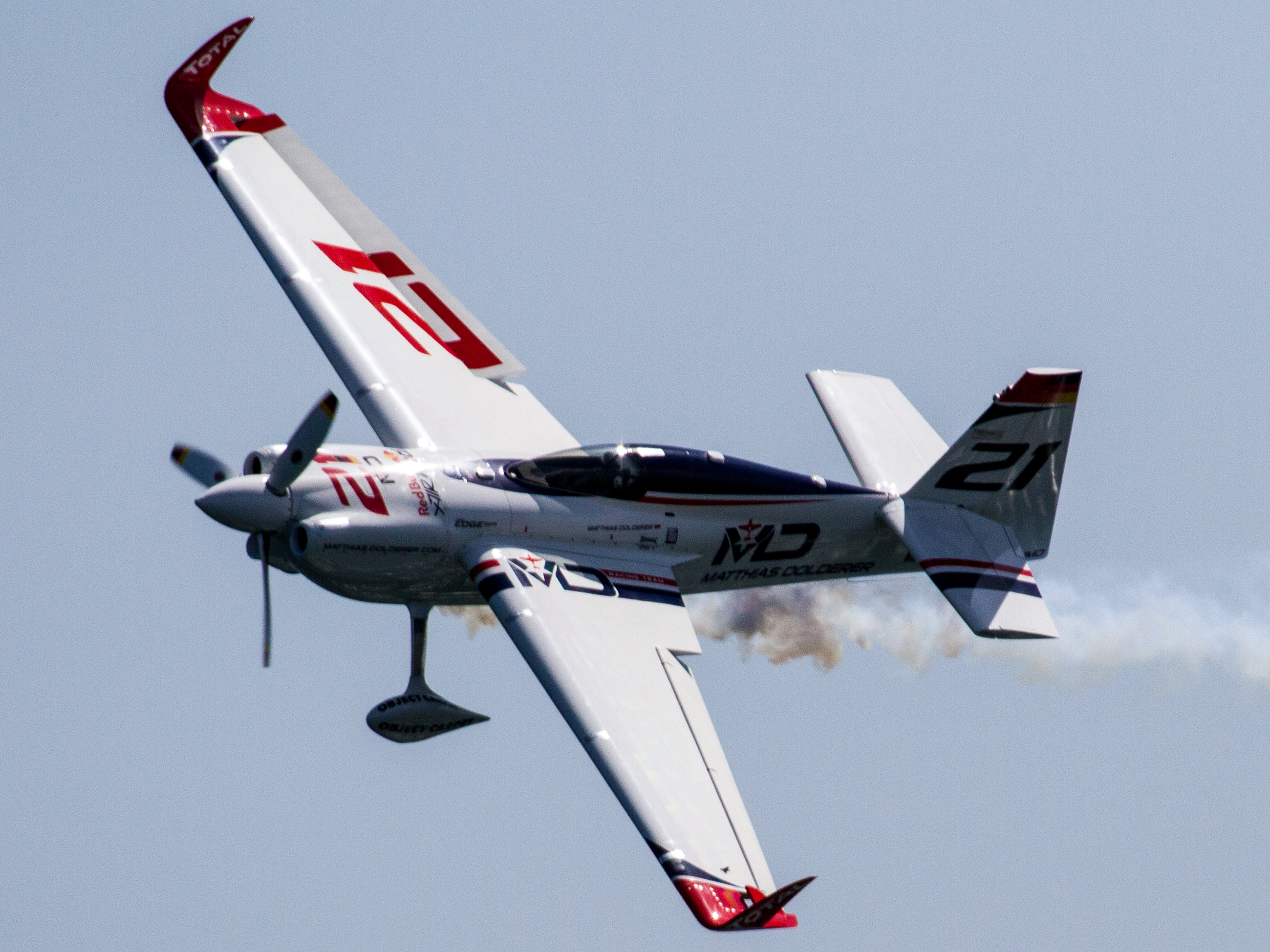
سباق ريد بول الجوي2017 - N721MD

## مهنته في الطيران

### بدايته
تدرب دولدرر في مدرسة طيران تابعة لوالديه وأصبح في سن مبكرة في سن الخامسة مدمن على الآلات والسيارات السريعة مما جعله يقوم بأول رحلة له بمفرده في الرابعة عشرة من عمره. وقد تحولت حياته حول الطيران منذ ذلك الحين. قال دولدرر «لقد كان العمل في مجال الطيران شغفي منذ اللحظة الأولى. لقد أمضيت حياتي كلها في المطارات وفي مقصورات القيادة».
حصل على طائرة شراعية في سن 17، وفي العام التالي حصل على رخصة الطيارن الخاصة به. بعد بضعة أيام فقط حصلت على المركز الثالث في البطولة الألمانية. من عام 1988 حتى عام 1991، شارك ماتياس دولدرر في أربع بطولات ألمانية واثنتين من البطولات في أوروبا، وبطولة العالم كعضو في الفريق الوطني.
في سن 21 أصبح أصغر مدرس طيران في ألمانيا.
أمضى دولدرر 300 يوم تقريبًا من حياته في غرفة القيادة في أكثر من 150 نوعًا مختلفًا من الطائرات، وهبط في أكثر من 25.000 مطار من جميع أنحاء العالم. وفي عام 2002، أصبح طيارًا رسميًا لفريق "Flying Bulls".

### بطولة الأيروباتيك
في عام 2006، كثف ماتياس دولدر أنشطته في مجال الطيران ليصبح رائدًا في سباق ريد بول الجوي في المستقبل. وبعد عام واحد فقط، شارك في بطولة الأيروباتيك العالمية. وفي عام 2008، حقق دوردر فوزه بعد التدريب الشاق. فاز في بطولة الأيروباتيكية الألمانية وحقق أيضاً أعلى الترتيب في المسابقات الدولية مثل كأس العالم في الأيروباتيك.

### سباق ريد بول الجوي
كان لإنجازات ماتياس دولدرر السبب في فتح الطريق أمامه لحضور دعوة معسكر التأهيل في ريد بول الجوي في كاساروبيوس بأسبانيا في نهاية سبتمبر 2008. كان من بين ستة مرشحين وكان مؤهلاً للحصول على «الرخصة الفائقة» للتنافس في بطولة العالم.

## إنجازاته

### 2009-2010
| 2009 ‏ | المركز الحادي عشر | المركز الثالث عشر | المركز الثالث عشر | المركز الخامس | المركز السادس | المركز الثالث |  |  | 23 | 0 | المركز التاسع |
| 2010 ‏ | المركز السابع     | المركز السابع     | المركز العاشر     | المركز الخامس | المركز العاشر | المركز السابع |  |  | 26 | 0 | المركز الثامن |

### 2014-
| السنة | 1                 | 2             | 3             | 4                 | 5             | 6             | 7                 | 8                 | النقاط | الفوز | الترتيب         |
| ----- | ----------------- | ------------- | ------------- | ----------------- | ------------- | ------------- | ----------------- | ----------------- | ------ | ----- | --------------- |
| 2014 ‏ | المركز السادس     | المركز التاسع | المركز الثامن | المركز الحادي عشر | المركز الرابع | المركز الرابع | المركز الثالث     | المركز الحادي عشر | 21     | 0     | المركز السابع   |
| 2015 ‏ | المركز التاسع     | المركز الثالث | المركز السادس | المركز السابع     | المركز العاشر | المركز السادس | المركز الخامس     | المركز الثالث     | 26     | 0     | المركز الخامس   |
| 2016 ‏ | المركز الثاني     | المركز الأول  | المركز الثامن | المركز الأول      | المركز الثاني | المركز الثاني | المركز الأول      | الولايات المتحدة  | 80,25  | 3     | المركز الأول    |
| 2017 ‏ | المركز الرابع     | المركز الثالث | المركز الرابع | المركز الثالث عشر | المركز العاشر | المركز الثامن | المركز الثاني عشر | المركز الثاني     | 39     | 0     | المركز السابع   |
| 2018 ‏ | المركز الثالث عشر | فرنسا         | اليابان       | المجر             |               | روسيا         | الولايات المتحدة  |                   | 0*     | 0*    | 1المركز الثالث* |

2008
- بطولة الأيروباتك الأوروبية، فئة «غير محدود»، المركز التاسع عشر
- بطولة الأيروباتيكية الألمانية، فئة «غير محدود»، المركز الأول
- بطولة الأيروباتيكية الألمانية، المركز الثاني
- مؤهل في معسكر التأهيل لسباق ريد بول الجوي واختير للسباق في عام 2009

2007
- المشاركة البطولة الأيروباتيكية الألمانية لفئة «غير محدود».
- المشاركة بطولة العالم لألعاب الطيران «غير محدود»

2006
- المشاركة بطولة الأيروباتيكية الألمانية، فئة «متقدم».

1991
- بطولة ميكرولايت الأوروبية، بطل ألمانيا.[1]

## وصلات خارجية
- Matthias Dolderer – Official Website
- Red Bull Air Race World Championship – Official Website
- Air Races